# لیه پایپس
لیه پایپس (انگلیسی: Leah Pipes؛ زادهٔ ۱۲ اوت ۱۹۸۸) هنرپیشه اهل ایالات متحده آمریکا است که بیشتر برای ایفای نقش  کمیل اوکانل در سریال اصیل‌ها شهرت دارد.
از دیگر عمده فیلم‌های او می‌توان به بهترین حرکت او و انجمن خواهری اشاره کرد.

## فیلم شناسی

### فیلم
| سال  | نام فیلم                               | نقش          | یادداشت                                                          |
| ---- | -------------------------------------- | ------------ | ---------------------------------------------------------------- |
| ۲۰۰۶ | Fingerprints                           | ملانی        |                                                                  |
| ۲۰۰۷ | بهترین حرکت او                         | سارا         |                                                                  |
| ۲۰۰۹ | انجمن خواهری                           | جسیکا پیرسون |                                                                  |
| ۲۰۱۱ | دخترخاله سارا                          | سارا         |                                                                  |
| ۲۰۱۱ | به معنای واقعی کلمه، دقیقاً قبل از آرون | لیه          | فیلم کوتاه                                                       |
| ۲۰۱۲ | صندلی‌بازی                              | میا          |                                                                  |
| ۲۰۱۲ | به سوی تاریکی                          | آسترید       | همچنین شناخته می‌شود به نام "من شما را در تاریکی دنبال خواهم کرد" |
| ۲۰۱۴ | دست شیطان                              | سارا         |                                                                  |
| ۲۰۱۶ | گرمازدگی                               | کلیر         | فیلم کوتاه                                                       |

### تلویزیون
| سال       | نام                       | نقش           | یادداشت                                                |
| --------- | ------------------------- | ------------- | ------------------------------------------------------ |
| ۲۰۰۳      | گمشده در خانه             | سارا دیویس    | نقش اصلی، ۶ اپیزود                                     |
| ۲۰۰۴      | Pixel Perfect             | سامانتا       | فیلم تلویزیونی                                         |
| ۲۰۰۵      | دختر عجیب و غریب          | استیسی لارسون | فیلم تلویزیونی                                         |
| ۲۰۰۷–۲۰۰۸ | زندگی وحشی است            | کتی کلارک     | نقش اصلی؛ ۱۲ اپیزود                                    |
| ۲۰۱۰      | پایان عمیق                | بث برنفورد    | نقش مکمل؛ ۶ اپیزود                                     |
| ۲۰۱۳      | جودی آریاس: راز کثیف کوچک | کتی           | فیلم تلویزیونی                                         |
| ۲۰۱۳–۲۰۱۸ | اصیل‌ها                    | کمیل اوکانل   | نقش اصلی (فصل ۱–۳)، ۶۳ اپیزود حضور مهمان ویژ (فصل ۴–۵) |
| ۲۰۱۶      | تغییر قلب                 | دیان مک‌کارتی  | فیلم تلویزیونی                                         |

## جوایز
| سال  | جایزه                  | رتبه                                         | فیلم   | نتیجه    |
| ---- | ---------------------- | -------------------------------------------- | ------ | -------- |
| 2016 | جوایز برگزیده نوجوانان | سریال برگزیده: لیپلوک (به همراه جوزف مورگان) | اصیل‌ها | نامزدشده |